# PARASOL (спутник)
PARASOL (англ. Polarization & Anisotropy of Reflectances for Atmospheric Sciences coupled with Observations from a Lidar) — французский научно-исследовательский спутник, запущенный 18 декабря 2004 года для дистанционного зондирования атмосферы Земли с помощью специального радиометрического комплекса POLDER. Изначально предполагалось, что длительность его работы будет составлять два года. Став третьим элементом спутниковой группировки A-train, PARASOL проработал в её составе до 2 декабря 2009 года, когда его перевели на более низкую орбиту. Однако он продолжал поставлять поляриметрическую информацию до окончательного финала своей работы 18 декабря 2013 года.
PARASOL стал вторым спутником Национального центра космических исследований, созданным на платформе MYRIADE. Предложение о его работе в составе A-train поступило со стороны Национального центра научных исследований. Запуск был произведён на борту ракеты-носителя Ариан-5 вместе с четырьмя другими французскими спутниками оборонного назначения ESSAIM.
Основным назначением PARASOL является климатологическая тематика, в частности — наблюдения за облаками, атмосферным аэрозолем и радиационным балансом планеты. Измерения с помощью систем MODIS, PARASOL и OML позволяет строить глобальные карты оптической глубины атмосферного аэрозоля.